# 私の運命/ふたり
「私の運命/ふたり」（わたしのうんめい/ふたり）は、板東道生の通算2枚目のシングル。2007年5月1日にインディペンデントレーベルよりリリース。

## 解説
前作「日常のコンチェルト」より約2年半年ぶりのリリース。本作ではSLY TRIBESのギタリスト・神俊介をプロデューサーとして迎えている。

## 収録曲
- 両楽曲とも、作詞・作曲・編曲：板東道生

1. 私の運命
2. ふたり